# 齐马尼
齐马尼，是匈牙利绍莫吉州所辖的一个村。总面积12.97平方公里，总人口605，人口密度46.6人/平方公里（2011年1月1日）。